# Sesto (comune)
Sesto (AFI: /ˈsεsto/; in tedesco Sexten [ˈzεkstn]), detto anche Sesto Pusteria, è un comune italiano di 1 826 abitanti della provincia autonoma di Bolzano in Trentino-Alto Adige, nel comprensorio della Val Pusteria.
È situato al di là dello spartiacque alpino, poiché è attraversato dal Rio Sesto che, dopo aver attraversato la Val di Sesto, confluisce nella vicina San Candido nella Drava, affluente del Danubio. 
È il comune più orientale della regione Trentino-Alto Adige, al confine col Veneto. 
Nel paese è ubicata la stazione meteorologica di Sesto.

## Geografia fisica

### Territorio
Tra le attrattive turistiche, la val Fiscalina, con una pista di fondo innevata fino a primavera e punto di partenza per salire sulle Tre Cime di Lavaredo. Attorno al paese si intaglia il gruppo della Dolomiti di Sesto, di cui una parte rientra nel parco naturale Dolomiti di Sesto.
Da Sesto si possono raggiungere gli impianti sciistici del Monte Elmo e della Croda Rossa di Sesto. Entrambi offrono, durante il periodo invernale, oltre alle piste di sci, anche diverse piste per slittino.
Una delle più famose escursioni che si possono effettuare nei pressi di Sesto è sicuramente il famoso e ardito Sentiero degli Alpini.
Lungo la vallata di Sesto esistono principalmente due valli minori che danno accesso alle Dolomiti:
- Val Fiscalina (Fischleintal): una delle più note valli dolomitiche, che partendo dal Moso, ai piedi della Croda Rossa, porta al rifugio Comici
- Val Campo di Dentro (Innerfeldtal): altra valle che permette di arrivare al rifugio Locatelli

Sempre nel territorio comunale di Sesto si trova il biotopo Monte Covolo - Nemes (Seikofel-Nemes), a nord del passo Monte Croce. Da qui è facilmente raggiungibile la cima del Col Quaternà.

#### La frana di Cima Una
Il 12 ottobre 2007 dal monte Cima Una (Einserkofel) cadde una frana di immani proporzioni, fortunatamente senza vittime.

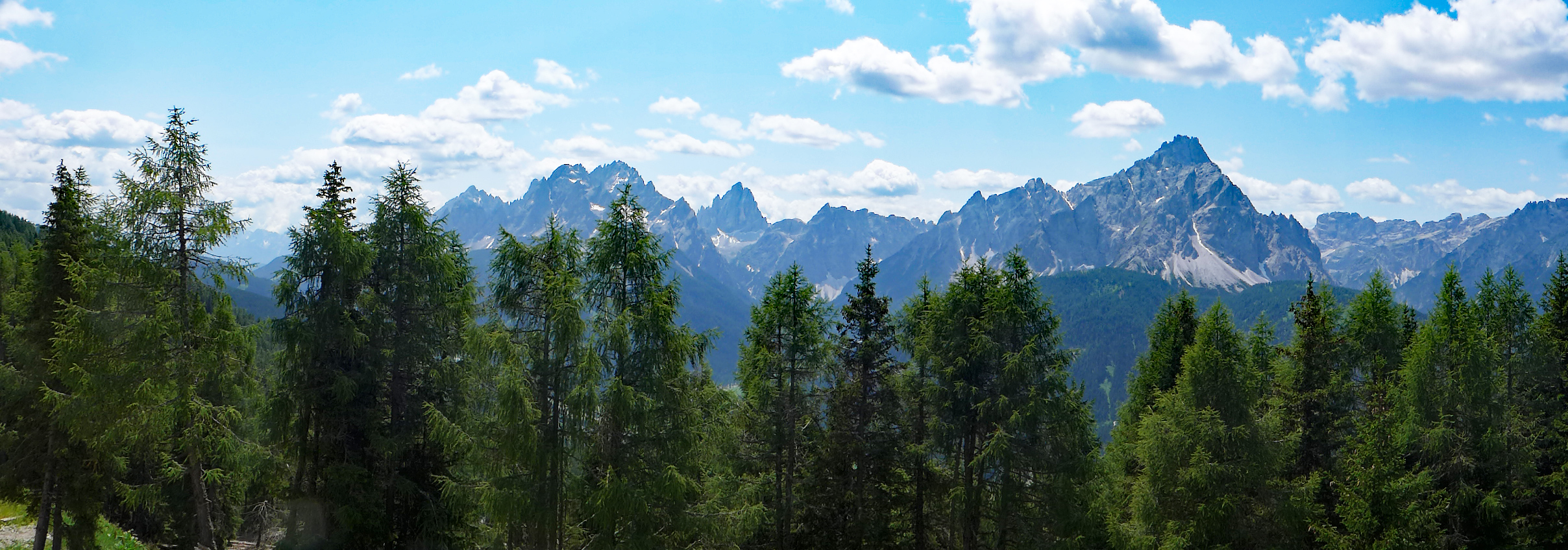
Dolomiti di Sesto viste dal Monte Elmo

## Origini del nome

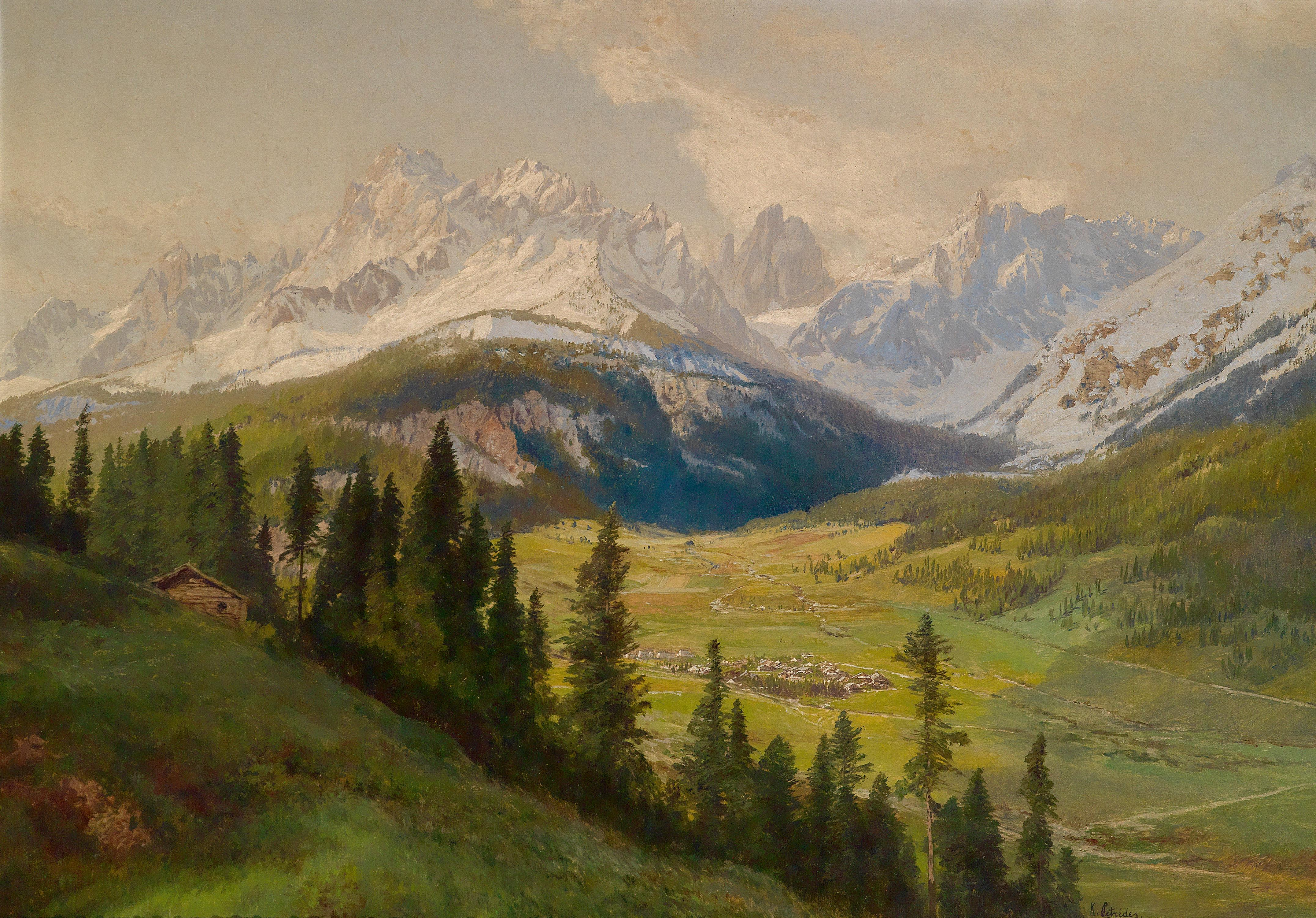
Veduta di Sesto e della "Meridiana di Sesto" dal monte Elmo in una pittura ad olio di Konrad Petrides del 1900

Il toponimo è attestato come "Sexta" nel 965 in un diploma imperiale, come "Sextum" nel 1208 e poi come "Sechsten, Sexten" nel 1298 e 1365 e deriva dal latino ad horam sextam ("alla sesta ora"), in riferimento alla posizione meridionale rispetto a San Candido, la cui collegiata usò questa indicazione topografica.
Il toponimo è certamente di origine latina, anche se non è sicuro cosa volesse indicare. È più probabile, anche perché il nome è essenzialmente medioevale, che si tratti dell'indicazione geografica meridionale, coniata dal convento di San Candido (la "sesta ora" benedettina infatti indica il mezzogiorno, sinonimo di sud), che non di una sesta pietra miliare della strada romana diretta da Littamum al passo monte Croce di Comelico (Kreuzbergpass). A parte il nome, sono poche le tracce del passato dei paesi di Sesto e Moso; entrambi i paesi furono infatti quasi totalmente distrutti dalle granate italiane durante la prima guerra mondiale.

## Storia

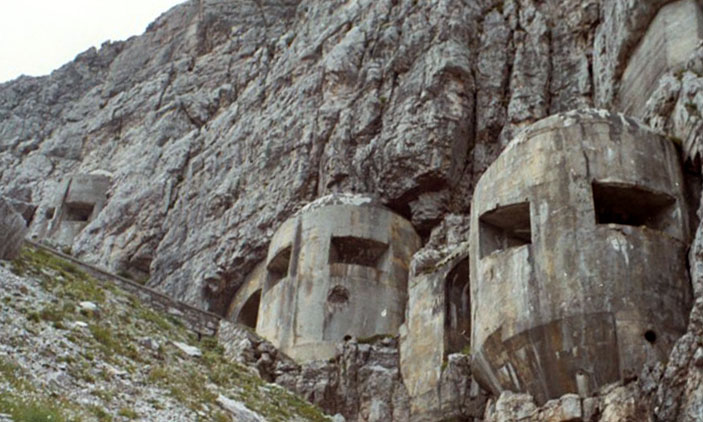
Un bunker presso il passo di monte Croce

Durante la prima guerra mondiale il paese di Sesto si è trovato nel mezzo del conflitto. L'esercito italiano e quello austro-ungarico si fronteggiarono per il dominio delle vette principali, come la Croda Rossa di Sesto, il monte Covolo, le Tre Cime di Lavaredo e il monte Paterno. Quando la guerra scoppiò a difendere il paese di Sesto contro gli attacchi italiani si trovava solamente una compagnia di riservisti.
Durante il conflitto molte furono le persone che si distinsero, come ad esempio la guida alpina Sepp Innerkofler, che assieme alla sua pattuglia volante complicò le cose alle truppe italiane.
L'abitato fu evacuato dalla popolazione civile e risulta il solo di lingua tedesca sul confine italiano che ebbe questa sorte.
Alla fine del conflitto il paese fu quello che subì maggiori danni in Alto Adige: oltre al paese quasi completamente distrutto, vi furono 54 persone decedute, pari al 4% della popolazione complessiva.
Nel novembre 1918 le truppe italiane riuscirono ad entrare a Sesto, scendendo dal passo Monte Croce di Comelico. Tuttavia, qualora fossero stati applicati alla lettera i termini della conferenza di pace di Parigi, il paese sarebbe dovuto rimanere all'Austria, in quanto posto a oriente della Sella di Dobbiaco, confine fisico e spartiacque; così tuttavia non accadde ed entro il 1920 Sesto passò sotto la sovranità italiana.
Durante il fascismo anche Sesto, come molti comuni confinari dell'Alto Adige, fu interessato dalla costruzione di fortificazioni: al passo di Monte Croce di Comelico sono presenti molteplici bunker, facenti parte del Vallo Alpino in Alto Adige, soprattutto al Creston Popera; queste opere formano lo sbarramento passo monte Croce Comelico.
Il 27 agosto 1965 alcuni terroristi del Befreiungsausschuss Südtirol aprirono il fuoco coi mitra contro la caserma dei carabinieri di Sesto, uccidendo i carabinieri Palmerio Ariu e Luigi De Gennaro.

## Simboli
Lo stemma comunale, concesso formalmente nel 1972, rappresenta tre monti d'argento su sfondo azzurro (simboleggianti le Tre Cime di Lavaredo), con un camoscio nero inerpicato sul picco centrale.
Tale simbolo era però preesistente alla sua adozione formale: lo si trovava affisso sopra l'ingresso della sede comunale fin dalla fine della prima guerra mondiale. La paternità del disegno è attribuita al pittore Albert Stolz.
Il gonfalone è un drappo partito di bianco e di rosso.

## Monumenti e luoghi d'interesse

### Architetture religiose

#### Chiesa parrocchiale
La chiesa parrocchiale dei Santi Pietro e Paolo venne inizialmente costruita alla fine del Duecento, ma di questa edificazione non è rimasta traccia. Più volte ricostruita, appare oggi nella versione del 1824. Di gusto moderatamente neo-barocco all'esterno, la chiesa offre all'interno due pale d'altare del veneziano Cosroe Dusi. Gli affreschi sono di Albert Stolz.

#### Cimitero
Il cimitero che la circonda, che ospita le tombe di celebri alpinisti locali come Sepp Innerkofler, è ricco di croci in ferro battuto, statue di legno e affreschi della famiglia Stolz.
Di Rudolf Stolz è la suggestiva Danza macabra che adorna le pareti della cappella rotonda che fa da ingresso al cimitero, e che raffigura la morte a braccetto di diversi personaggi.

#### Chiesa di Bagni di Moso
La chiesetta di San Valentino a Bagni di Moso (St.-Valentin-Kapelle in Bad Moos) venne costruita nel 1925 da Valentin Wassermann.

#### Chiesa di Moso
Anche Moso possiede una sua chiesa, al centro della piccola frazione, distante meno di due chilometri da Sesto. La chiesa è dedicata a San Giuseppe e fu eretta nel 1717.

#### Cappella del bosco

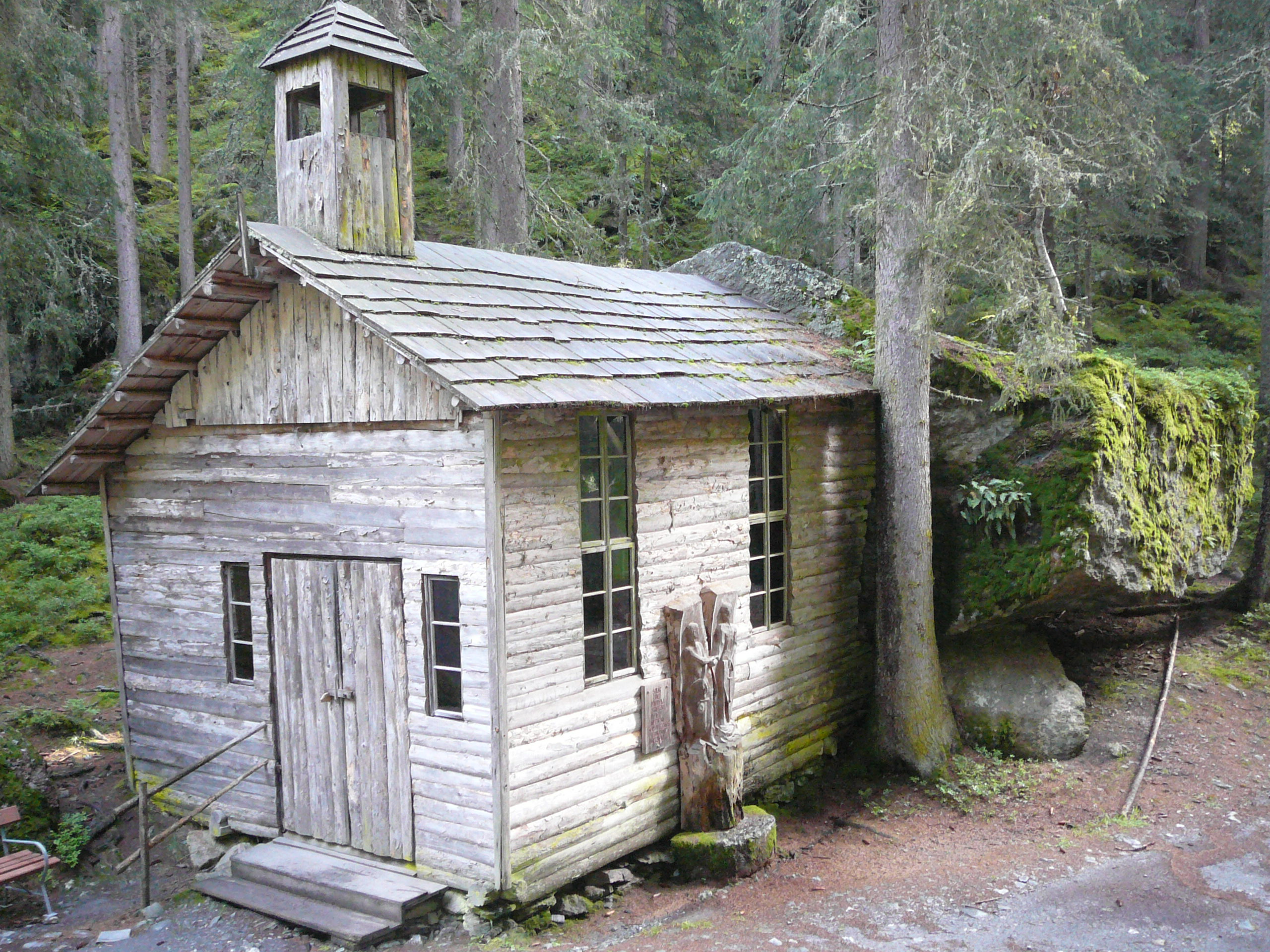
La cappella del bosco (Waldkapelle)

Dopo lo scoppio della prima guerra mondiale la chiesa del paese fu gravemente danneggiata dall'artiglieria italiana, e quindi la popolazione decise di costruire appositamente una piccola cappella nel bosco poco sopra il paese, la Waldkapelle.
Dalla prima domenica dell'agosto 1917 e fino alla primavera il parroco Schwaighofer celebrava ogni domenica e nei giorni di festa in questa chiesa la Santa Messa.
La cappella del bosco è collegata al sentiero della meditazione e al sentiero delle fiabe.
Attorno alla cappella si trovano pietre ornamentali di culto preistorico.

### Architetture civili

#### I Bagni di Moso
I Bagni di Moso (ted. Bad Moos) sorgono presso l'omonima frazione, alle porte della Val Fiscalina. Dispongono di sorgenti minerali contenenti solfato di magnesio, solfato di calcio e carbonato di calcio. Conosciuti fin dal XVI secolo, vennero citati per la prima volta nel 1650 dal Conte Jakob Andrä von Brandis nella sua opera sul Tirolo. I Bagni di Moso subirono successive edificazioni fino alla costruzione di uno stabilimento termale nei primi decenni dell'Ottocento, che disponeva di 45 posti letto. Successivamente rimodernati a più riprese, i Bagni di Moso fanno oggi parte dell'omonimo Sport-Kur-Spa, che offre un'ampia gamma di trattamenti idroterapici.

### Architetture militari

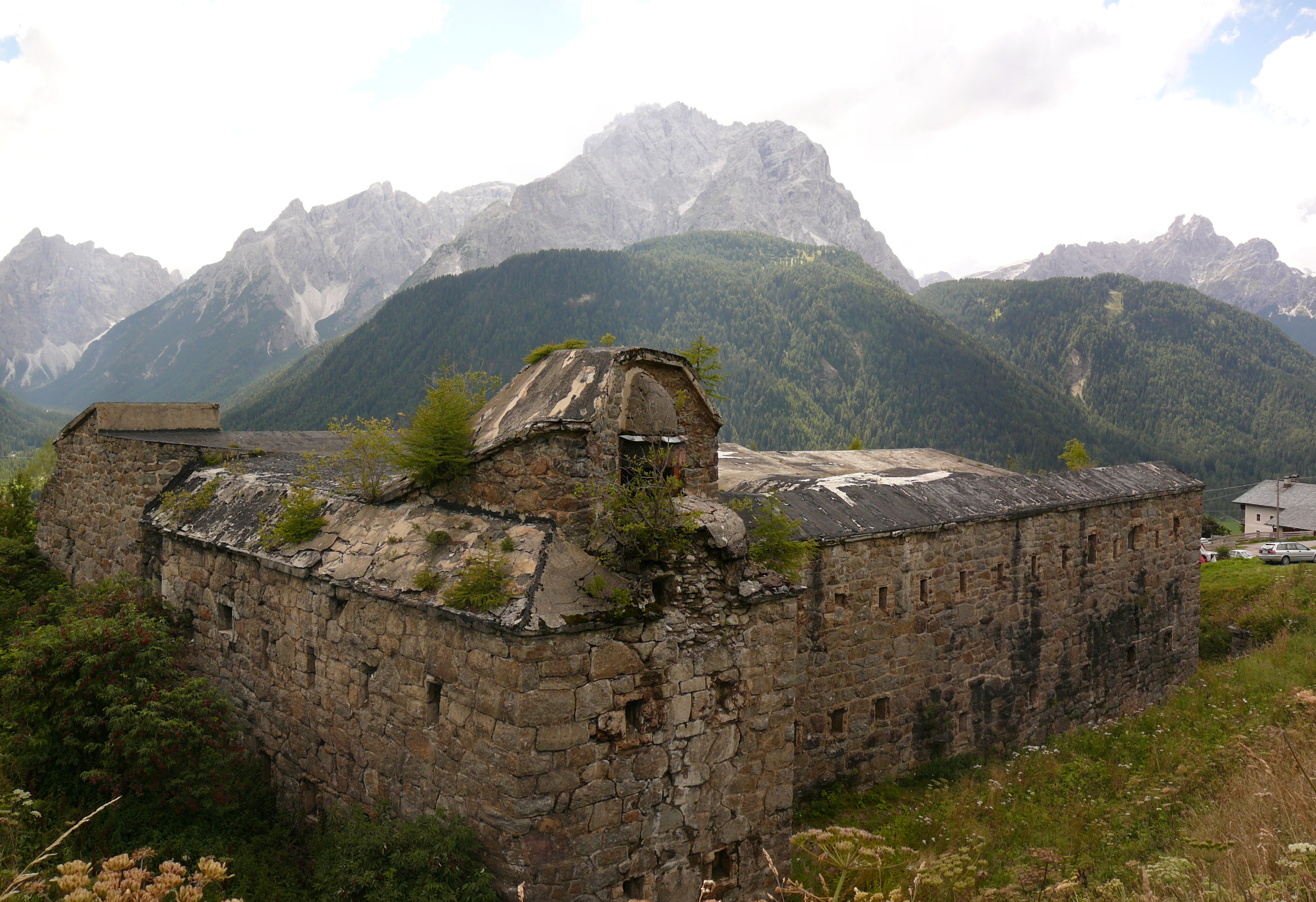
Il Forte Mitterberg

Presso il paese furono edificati due forti ai lati della Val di Sesto: il forte Mitterberg sul versante nord il forte Haideck sul versante sud, tra di loro collegati e anche con altre fortificazioni della linea di difesa dell'Impero Austro-ungarico, attraverso un telegrafo ottico ed un telefono.
I forti avevano la funzione di impedire la discesa delle truppe italiane, nel caso in cui le difese del passo di Monte Croce di Comelico avessero ceduto, in modo quindi da difendere Sesto e l'accesso alla val Pusteria.
Tra i due forti, all'inizio della guerra fu sistemata una tagliata, con filo spinato.
I due forti erano già obsoleti all'inizio del conflitto e quindi con la loro scarsa efficacia, furono soltanto un facile bersaglio per le artiglierie italiane.
Infatti il forte di Heideck è andato quasi del tutto distrutto; invece il forte Mitterberg, attualmente versa in buone condizioni strutturali, rappresentando ancora oggi un esempio di fortificazione difensiva dell'800.
Nella seconda guerra mondiale il passo di Monte Croce di Comelico non segnava più il confine tra due stati, ma vi furono comunque costruiti molteplici bunker, facenti parte del Vallo Alpino in Alto Adige, soprattutto al Creston Popera nel Comelico Superiore. Queste opere fanno parte dello sbarramento Passo Monte Croce Comelico ed avevano il compito di impedire un'invasione della Germania nazista in Italia.

## Società

### Ripartizione linguistica
La sua popolazione è per la quasi totalità di madrelingua tedesca:
| %      | Ripartizione linguistica (gruppi principali) |
| ------ | -------------------------------------------- |
| 92,37% | madrelingua tedesca                          |
| 7,38%  | madrelingua italiana                         |
| 0,25%  | madrelingua ladina                           |

### Evoluzione demografica
Abitanti censiti

### Cognomi
Nel 2021, il 9,1% dei 1 837 abitanti portava il cognome Tschurtschenthaler e il 30% uno dei seguenti cognomi, tutti originari del comune (Pfeifhofer: 5,1%; Holzer: 4,4%; Lanzinger: 3,9%; Innerkofler: 3,5%; Villgrater: 3,2%; Watschinger: 3,0%; Summerer: 2,9%; Fuchs: 2,7%; Happacher: 2,7%).

## Cultura

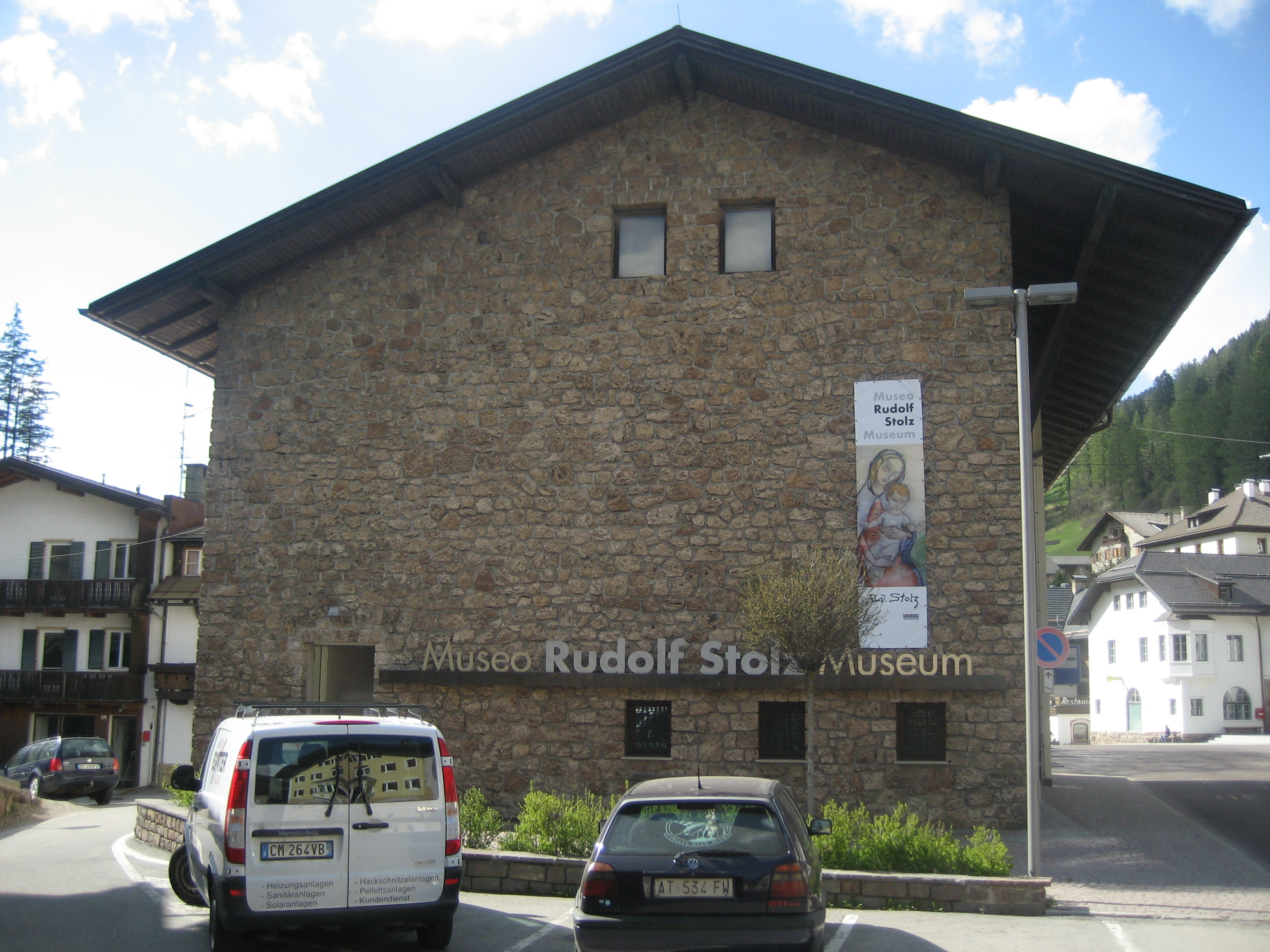
L'edificio che ospita il museo Rudolf Stolz

### Musei e mostre permanenti
Il "Museo Rudolf Stolz", inaugurato nel 1969, ospita le opere di questo esponente della famiglia composta dai fratelli Ignaz, famoso ritrattista, Albert e, appunto, Rudolf Stolz. Rudolf nacque a Bolzano nel 1874 e morì a Sesto nel 1960. Si dedicò in particolare all'esecuzione di affreschi nel Tirolo.
Nel museo sono esposti numerosi e grandi carboncini su carta, spesso usati come bozze per gli affreschi, e poi disegni, tempere e alcuni piccoli acquerelli di particolare pregio, raffiguranti scene di vita e paesaggi dell'Alta Pusteria.
Altri affreschi di Rudolf Stolz sono esposti nella cappella di San Giuseppe a Moso.
Un altro vasto repertorio d'arte sono i presepi di Sesto, famosi in tutto il mondo per l'abilità di celebrati artigiani. Sontuosamente allestiti, soprattutto nel periodo natalizio, si possono visitare un po' in giro per il paese, ma soprattutto presso l'Hotel Luna.

## Economia

### Turismo
Sesto, da paese ad economia prevalentemente agricola, ha avuto un grande sviluppo turistico, sia invernale per lo sci (alpino e di fondo), sia estivo per la presenza di alcune delle più rinomate vette dolomitiche.
È stata scelta come località di soggiorno sia dalla cancelliera tedesca Angela Merkel, sia dal presidente italiano Giorgio Napolitano.

### Prodotti tradizionali
Il formaggio di montagna di Sesto è stato riconosciuto dalla Provincia autonoma di Bolzano e dal Ministero come uno dei prodotti agroalimentari tradizionali italiani.

## Amministrazione
| Periodo | Periodo | Primo cittadino | Partito | Carica  | Note |
| ------- | ------- | --------------- | ------- | ------- | ---- |
| 1995    | 2000    | Wilhelm Rainer  | SVP     | Sindaco |      |
| 2005    | 2020    | Fritz Egarter   | SVP     | Sindaco |      |
| 2020    |         | Thomas Summerer | SVP     | Sindaco |      |

## Sport
A Sesto è presente la palestra di roccia indoor più grande d'Italia, presso la Dolomit Arena, e ha pareti con livelli dal 3c al livello 8b+, su un'altezza di 16,5 m. La struttura che ospita la palestra è tutta in vetro, e quindi con la sua trasparenza, dà la sensazione di essere all'aperto.
Accanto a questa struttura, si trova una piscina scoperta con annesso campo da beach volley in sabbia marina, un campo da mini-golf e due campi da tennis.
Nel periodo invernale la piscina viene utilizzata come una sorta di palazzetto del ghiaccio, dove, tra l'altro viene praticato il curling.
A Sesto esiste l'impianto di risalita che porta alla Croda Rossa di Sesto da dove partono alcune piste da sci e quella da slittino Rotwand-Croda Rossa, lunga 5 km. Altra pista da slittino è la Klammbach, lunga 6,5 km.
È il comune d'origine di Jannik Sinner (nato nel 2001, tennista), di Patrick Holzer (nato nel 1970, sciatore alpino), Michael Innerkofler (1848-1888, alpinista austro-ungarico, attivo nelle Dolomiti nella seconda metà dell'Ottocento), Sepp Innerkofler (1865-1915, alpinista austro-ungarico).